# Hrabstwo Hart (Georgia)

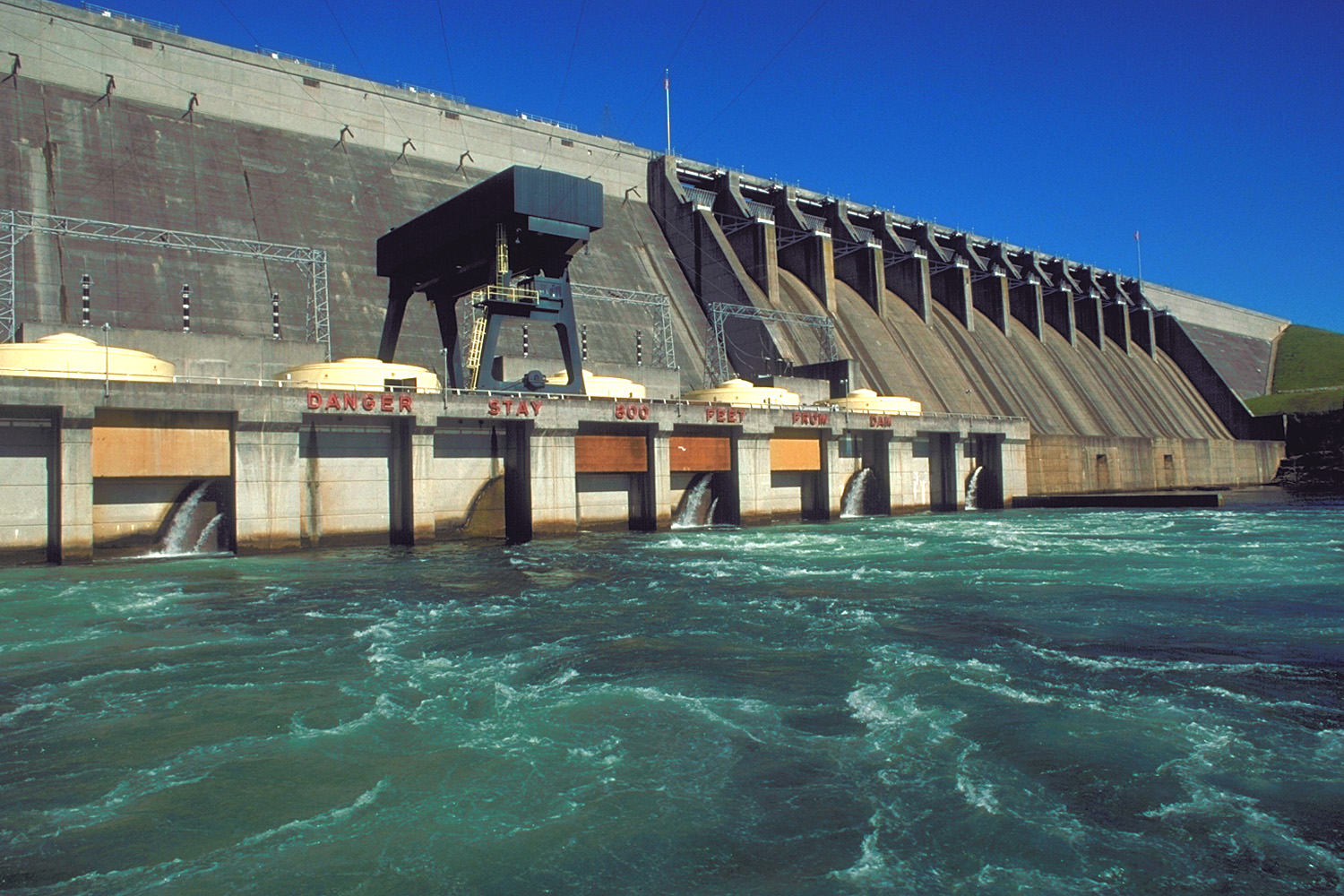
Tama na rzece Savannah na pograniczu hrabstwa Hart i Karoliny Południowej

Hrabstwo Hart (ang. Hart County) – hrabstwo w północno-wschodniej części stanu Georgia w Stanach Zjednoczonych. Jego siedzibą administracyjną jest Hartwell.

## Geografia
Według spisu z 2000 roku obszar całkowity hrabstwa obejmuje powierzchnię 256,4 mil2 (664 km²), z czego 232,2 mil2 (601 km²) stanowią lądy, a 24,21 mil2 (64 km²) stanowią wody. Hrabstwo obejmuje znaczną część jeziora Hartwell.

### Miejscowości
- Bowersville
- Hartwell

### CDP
- Eagle Grove
- Reed Creek

### Główne drogi
- Autostrada międzystanowa nr 85
- Droga krajowa Stanów Zjednoczonych nr 29

### Sąsiednie hrabstwa
- Hrabstwo Oconee, Karolina Południowa (północ)
- Hrabstwo Anderson, Karolina Południowa (północny wschód)
- Hrabstwo Elbert (południe)
- Hrabstwo Madison (południowy zachód)
- Hrabstwo Franklin (zachód)

## Demografia
Według spisu w 2020 roku hrabstwo liczy 25,8 tys. mieszkańców, co oznacza wzrost o 2,4% od poprzedniego spisu z roku 2010. 74,8% stanowiły białe społeczności nielatynoskie, 18,5% to Afroamerykanie lub czarnoskórzy, 3,9% to Latynosi, 1,8% było rasy mieszanej, 1,3% deklarowało pochodzenie azjatyckie i 0,3% to rdzenna ludność Ameryki.

## Religia
W 2020 roku większość mieszkańców to ewangelikalni protestanci. Pod względem członkostwa przeważali południowi baptyści (42,7%), katolicy (9,4%), zjednoczeni metodyści (6,9%), ewangelikalni bezdenominacyjni (5,3%), zielonoświątkowcy (ok. 4%), metodyści episkopalni (2,1%) i świadkowie Jehowy (1,1%).
Liczba mennonitów wzrosła ze 121 w roku 2010, do 200 w roku 2020. Tym samym mennonici stanowią 0,77% populacji hrabstwa.

## Polityka
Hrabstwo jest silnie republikańskie, gdzie w wyborach prezydenckich w 2020 roku, 74,3% głosów otrzymał Donald Trump i 24,8% przypadło dla Joe Bidena.